# Silicate de calcium hydraté
Pour les articles homonymes, voir Silicate de calcium (homonymie) et CSH.
Le silicate de calcium hydraté (en anglais, calcium silicate hydrate ou C-S-H) est le principal produit de l'hydratation du ciment Portland essentiellement responsable de la résistance des matériaux à base de ciment.

## Préparation
Les silicates de calcium hydratés (aussi appelés C-S-H pour Calcium Silicate Hydrate) sont le résultat des réactions d'hydratation des différentes phases silicatées du ciment Portland (clinker) au contact de l'eau. Une de ces réactions d'hydratation est schématiquement exprimée comme suit dans le cas particulier de l'hydratation du silicate de tricalcium (C3S, 3CaO·SiO2, ou Ca3SiO5) :
2 Ca3SiO5 + 7 H2O → 3CaO·2SiO2·4H2O + 3 Ca(OH)2 + 173,6 kJ         (éqn. 1)
La stœchiométrie des C-S-H dans la pâte de ciment est variable et l'état de l'eau chimiquement et physiquement liée dans leur structure est mal défini, ce qui est indiqué spécifiquement au moyen des tirets « - » insérés à dessein entre les lettres C, S et H.
Du CSH synthétique peut être préparé par la réaction de CaO et SiO2 dans l'eau ou par le procédé de précipitation par double échange en solution aqueuse en utilisant divers sels solubles. Par exemple et de façon très schématique et simplifiée :
CaCl2 + Na2SiO3 → CaSiO3 + 2 NaCl         (éqn. 2)
Ces méthodes permettent de produire de façon flexible des CSH selon des rapports molaires C/S (Ca/Si = CaO/SiO2) souhaités. Les C-S-H contenus dans la pâte de ciment hydratée peuvent également être traités avec une solution de nitrate d'ammonium (NH4NO3) permettant d'abaisser la valeur du pH de la suspension aqueuse afin de dissoudre du calcium pour atteindre le rapport molaire C/S désiré (et aussi pour d'abord dissoudre la portlandite (Ca(OH)2) accompagnant toujours les C-S-H dans la pâte de ciment hydratée, car la portlandite est également un des produits majeurs d'hydratation des différentes phases minérales du clinker tel qu'illustré par la première réaction ci-dessus, éqn. 1).

## Propriétés
La structure cristalline des C-S-H dans la pâte de ciment durcie n'est pas entièrement résolue et sa nanostructure est encore sujette à discussion.
Les micrographies au microscope électronique à balayage (MEB) montrent que les C-S-H ne présentent pas de formes cristallines spécifiques. Les C-S-H se présentent généralement sous forme de paillettes ou de dendrites/fibrilles.
Les C-S-H synthétiques peuvent être regroupés schématiquement en deux catégories selon que la valeur de leur rapport C/S soit inférieure, ou supérieure, à une valeur seuil fixée à 1,1. Plusieurs études montrent que les caractéristiques physiques et mécaniques des C-S-H produits chimiquement varient sensiblement entre ces deux catégories,.

### Autres minéraux C-S-H
- Afwillite
- Jennite
- Thaumasite
- Tobermorite

### Autres minéraux C-S-H (C-A-S-H)
- Hydrogrossulaire
- Hydrotalcite

### Mécanisme de formation des C-S-H
- Réaction alcali-granulat
- Energetically modified cement (EMC)
- Réaction pouzzolanique